# Emiliano R. Fernández
Emiliano R. Fernández (Guarambaré, 8 de agosto de 1894 — 15 de setembro de 1949) foi um poeta e escritor paraguaio.